# NGC 7361
NGC 7361 is een spiraalvormig sterrenstelsel in het sterrenbeeld Zuidervis. Het hemelobject werd op 28 september 1834 ontdekt door de Britse astronoom John Herschel.

## Synoniemen
- IC 5237
- IRAS 22395-3019
- ESO 468-23
- UGCA 434
- MCG -5-53-27
- AM 2239-301
- PGC 69539